# Onustus
Onustus là một chi của ốc biển cỡ lớn, là động vật thân mềm chân bụng sống ở biển trong họ Xenophoridae, the carrier shells.

## Các loài
Các loài trong chi Onustus gồm có:
- Onustus caribaeus (Petit de la Saussaye, 1857)[2]
- Onustus exutus (Reeve, 1842)[3]
- Onustus indicus (Gmelin, 1791)[4]
- Onustus longleyi Bartsch, 1931[5]